# Dombresson
Dombresson är en ort i kommunen Val-de-Ruz i kantonen Neuchâtel i Schweiz. Den ligger cirka 9,5 kilometer nordost om Neuchâtel. Orten har 1 563 invånare (2023).
Orten var före den 1 januari 2013 en egen kommun, men slogs då samman med kommunerna Boudevilliers, Cernier, Chézard-Saint-Martin, Coffrane, Engollon, Fenin-Vilars-Saules, Fontainemelon, Fontaines, Les Geneveys-sur-Coffrane, Les Hauts-Geneveys, Le Pâquier, Montmollin, Savagnier och Villiers till den nya kommunen Val-de-Ruz.